# 資本適足要求
資本適足要求（或資本要求）是金融监管机构規定的银行或其他金融机构必须拥有的资本数额。它規範了銀行或存款機構如何處理資本。資產及資本的分類高度標準化，並按此計算其風險加權值。國際清算銀行下的巴塞爾銀行監理委員會於1988年公布巴塞爾資本協定，對全球銀行的資本要求作出規範，其後雖然公布新巴塞爾資本協定，但對資本的界定並沒有改動。

## 資本分級
巴塞爾資本協定將銀行的資本分為兩級： 

### 第一級資本
第一級資本在兩者中較為重要，主要由股東權益組成。 這是銀行最初出售股份所得的資本，再加上保留盈利，減去累計虧損。簡而言之，若股東最初貢獻了100元購買股票，而銀行自此每年錄得10元利潤，不派息亦無虧損，則10年後銀行的第一級資本為200

### 第二級資本
巴塞爾資本協定將第二級資本分類為不公開儲備、重估儲備、一般呆壞賬準備金、混合資本工具、有期後償債項。

#### 不公開儲備
不公開儲備並不常見，是銀行沒有公開的盈利，大部分監部機構不容許這類儲備，因為公司狀況將變得不透明。

#### 重估儲備
當銀行的資產被重新估值，增加的價值會計算為資本。例如，銀行在多年前買入總部大樓，現時重新估值，增加的價值會被視為資本。

#### 一般呆壞賬準備金
在前IFRS的會計準則，一般呆壞賬準備金是為未來可能的損失作準備，由於並未實現，監管機構一般視為資本。

#### 混合資本工具
混合資本工具同時具有債項和股東權益的特徵。若相關工具會錄得帳面虧損但不致於觸發銀行清盤，此等資本工具也計算為資本。

#### 有期後償債項
有期後償債項是在一段指定時間內不可贖回的債項，償還的優先次序後於普通銀行存款。

## 常見資本比率
- 第一級資本比率 = 第一級資本 / 風險加權資產
- 總資本比率（第一加第二級）= 總資本（第一加第二級） / 風險加權資產
- 槓桿比率 = 第一級資本 / 平均總綜合資產
- 普通股股東權益比率 = 普通股股東權益 / 資產負債表的總資產

## 參閱
- 准备金比例

## 外部連結
- 巴塞爾資本協定 （页面存档备份，存于）
- 有關風險加權資產 （页面存档备份，存于）
- FDIC Call and TFR Data
- http://bis2information.org （页面存档备份，存于）: 有關BIS2和風險模型